# Marc Wildemeersch
Marc Wildemeersch (Blankenberge, 1958) is een Vlaams schrijver van historische fictie en non-fictie.

## Levensloop
Wildemeersch groeide op in Zeebrugge waar zowel zijn grootvader en vader onderwijzers waren. Hij studeerde Germaanse talen aan de Rijksuniversiteit Gent. Van 1981 tot 2020 gaf hij Nederlands en Engels in Blankenberge en Knokke-Heist. Wildemeersch debuteerde in 1995 met de jeugdroman Noem ons geen helden, een liefdesverhaal met de Britse raid op de Zeebrugse haven tijdens Wereldoorlog I als achtergrond. In 2015 verscheen een nieuwe bewerking. Ook zijn roman Knijp nu je ogen dicht (2003) ging over ‘De Grote Oorlog’, deze keer met de avant-garde-dichter Paul van Ostaijen als hoofdpersonage. Zijn biografie De man die Belg wilde worden : Georges Kopp, commandant van George Orwell (2010) kende in 2013 een Engelse vertaling en een Spaanse bewerking in 2017.
In 2019 blikte Wildemeersch terug op zijn lerarenloopbaan en die van zijn vader en grootvader in Onze 111 jaar, drie generaties Brugse leraars in de twintigste eeuw. Begin 2023 publiceerde hij Roel van Duijn, een ziener in Nederland : Provo, Kabouter, schaker, politicus, bioboer, liefdesconsulent en opiniemaker. De biografie toont hoe Roel van Duijn in de tweede helft van de twintigste eeuw een cruciale rol speelde in Nederland.

## Publicaties

### Proza

#### Jeugdroman
- Noem ons geen helden, Beringen, Zuid en Noord, 1995. Herwerkte tweede druk, Damme, Zorro uitgeverij, 2015.

#### Historische fictie
- Knijp nu je ogen dicht, Haarlem, In de Knipscheer, 2003.

#### Historische non-fictie, biografie
- De man die Belg wilde worden : Georges Kopp, commandant van George Orwell, Haarlem, In de Knipscheer, 2010.
Vertalingen: George Orwell’s commander in Spain : The enigma of Georges Kopp, London, Thames River Press, 2010. Orwell toma café en Huesca, p.128: El commandante de George Orwell en España : el enigma de Georges Kopp, Huesca, Diputacion de Huesca, 2017.[5]
- Roel van Duijn, een ziener in Nederland, Soesterberg, Aspekt, 2023.

#### Kortverhalen
- Anders, Deus ex machina 56, p.61, december 1990[6]
- Zomaar, Deus ex machina 59, p.79, maart 1991
- De Arm der wet, ’t Kofschip 4, p.24, 1991.
- De draad van het leven, Kruispunt, p.41, december, 1991.
- Man zoekt vrouw, Antwerpen, D.K.S., 1996.

#### Poëzie
- Werkte mee met de tentoonstelling Beeldtaal in het Provinciaal hof van Brugge met de gedichten Laat me binnen, Vrouwen en Maak me zwanger, 30 april-10 mei 1998 , 1999 in de Biekorf, Brugge en in het centrum voor amateurkunsten in Brussel.

- Digitale Bibliotheek voor de Nederlandse Letteren: wild090
- Gemeinsame Normdatei: 143843966
- International Standard Name Identifier: 0000 0001 1658 1645
- Library of Congress Control Number: nr2003030382
- Nederlandse Thesaurus van Auteursnamen: 137679084
- Virtual International Authority File: 63952514